# شهرستان کوه‌چنار
شهرستان کوه‌چنار یکی از شهرستان‌های استان فارس ایران است. مرکز این شهرستان، شهر قائمیه است.
این شهرستان در تاریخ ۱۰ مهر ۱۳۹۸ از شهرستان کازرون جدا شد و مستقل گردید.

## پیشینه نام
نام کوه‌چنار ترکیبی از دو بخش با نام‌های «چنارشاهیجان» و «کوهمره» است.

## موقعیت جغرافیایی
این شهرستان از شمال تا شمال غربی با شهرستان ممسنی، از جنوب غربی تا جنوب با شهرستان کازرون و از شرق با شهرستان شیراز همسایه است.

## مردم‌شناسی
دین مردم این شهرستان، اسلام و پیرو مذهب شیعه دوازده‌امامی هستند؛ زبان مردم این شهرستان،لری جنوبی، کوهمره ای و قشقایی است.

## تقسیمات کشوری
شهرستان کوه‌چنار دارای ۲ بخش، ۴ دهستان و ۲ شهر به شرح زیر است:

### شهرستان کوه‌چنار
| بخش    | مرکز بخش | جمعیت بخش ۱۳۹۵ | نام دهستان  | مرکز دهستان   | جمعیت دهستان ۱۳۹۵ | شهر    | جمعیت شهر ۱۳۹۵ |
| ------ | -------- | -------------- | ----------- | ------------- | ----------------- | ------ | -------------- |
| مرکزی  | قائمیه   | ۳۸٬۰۵۳ نفر     | چنارشاهیجان | حکیم‌باشی بالا | ۷٬۱۶۰ نفر         | قائمیه | ۲۶٬۹۱۸ نفر     |
| مرکزی  | قائمیه   | ۳۸٬۰۵۳ نفر     | سمغان       | سمغان         | ۳٬۹۷۵ نفر         | قائمیه | ۲۶٬۹۱۸ نفر     |
| کوهمره | نودان    | ۱۶٬۸۱۶ نفر     | کوهمره      | ملای انبار    | ۸٬۲۰۹ نفر         | نودان  | ۲٬۸۹۲ نفر      |
| کوهمره | نودان    | ۱۶٬۸۱۶ نفر     | ابوالحیات   | دیکانک        | ۵٬۷۱۵ نفر         | نودان  | ۲٬۸۹۲ نفر      |

## جمعیت
بر پایه سرشماری عمومی نفوس و مسکن در سال ۱۳۹۵، جمعیت شهرستان کوه‌چنار برابر با ۵۴٬۸۶۹ نفر بوده است.